# Angelo Pasquini
Pour les articles homonymes, voir Pasquini.
Angelo Pasquini (né le 1er mai 1948 à Rome) est un journaliste, scénariste et réalisateur italien.

## Filmographie

### Scénariste
- 1988 : Domani, domani (Domani accadrà) de Daniele Luchetti
- 1990 : La Semaine du Sphinx (La settimana della sfinge) de Daniele Luchetti
- 1991 : Le Porteur de serviette (Il portaborse) de Daniele Luchetti (synopsis)
- 1992 : Sabato italiano de Luciano Manuzzi
- 1992 : Le amiche del cuore de Michele Placido
- 1993 : Sud de Gabriele Salvatores
- 1994 : Prestazione straordinaria de Sergio Rubini
- 1994 : Barnabo des montagnes (Barnabo delle montagne) de Mario Brenta
- 1995 : Un eroe borghese de Michele Placido
- 1999 : Una donna del nord de Frans Weisz
- 2004 : Segui le hombre de Lucio Gaudino
- 2006 : La terra de Sergio Rubini
- 2008 : Colpo d'occhio de Sergio Rubini
- 2009 : Le Rêve italien (Il grande sogno) de Michele Placido
- 2013 : Viva la libertà de Roberto Andò
- 2016 : Les Confessions (Le confessioni) de Roberto Andò

### Réalisateur
- 1997 : Santo stephano (plus scénario)